# Wellhello
A Wellhello egy 2014. július 16-án alapított kevert műfajokkal játszó akusztikus zenekar hiphop stílussal alapozva, tagjai az ismert magyar rapper, Fluor Tomi és az énekes-dalszerző, Diaz. A formáció a "Rakpart" című dalával lett ismert, megjelenését követően egyből a sláger- és a rádió játszási listák élére került. Első albumuk 2015 márciusában jelent meg és egy nap alatt az első helyen nyitott az iTunes charton, ezt követően az együttes pedig egy közel száz állomásból álló turnéra indult Elnöki Tour néven.

## Karrier

### Kezdetek
A Wellhello tagjai a formáció megalakulása előtt is ismertek voltak. Fluor Tomi országos hírnévre a 2010-ben megjelent Lájk című albumával tett szert, melyben elsőként dolgozott együtt SP-vel, a "Party arc" című dalban, majd ezt a pozícióját tartotta meg az album többi nagy slágerével, a "Lájk"-kal és a "Mizu"-val. A Wellhello előtt Diaz is ismert dalszerző volt, együtt dolgozott már többek között a Hősökkel, a Halott Pénzzel és Éder Krisztiánnal is. A két tag elsőként 2006-ban találkozott Balatonalmádiban az Animal Cannibals táborában. Elmondásuk szerint ezt követően több évig nem is beszéltek, majd Fluor volt az aki a 2010-es albuma egyik száma miatt felkereste Diazt, így a "Köpköde (Partyállat rap)" című dal lett az első közös munkájuk.

### 2014-2015: fogadtatás és az első album
A Wellhello első megjelent dala a "Rakpart" volt, amely már az első napon az iTunes listájának első helyén nyitott, majd pedig a Mahasz több listájának, mint például Single (track) Top 40-nek is, az első helyére került.

## Zenekar
- Fluor Tomi - énekes (frontember)
- Diaz - énekes (frontember)
- Tóth Balázs - szaxofon, EWI, vokál
- Budai Béla - dob
- Kőrös Tamás - basszusgitár
- Faragó Viktor - szólógitár
- Kovács Felícián - billentyű, vokál

## Diszkográfia

### Nagylemezek
| Év   | Album                                              | Legmagasabb helyezés     | Minősítés          |
| Év   | Album                                              | Album Top 40 slágerlista | Minősítés          |
| ---- | -------------------------------------------------- | ------------------------ | ------------------ |
| 2016 | #Sohavégetnemérős - Megjelenés: 2016. november 18. | 12                       |                    |
| 2021 | SSSS! - Megjelenés: 2021. december 9.              | 4                        | 2×-es platinalemez |
| 2024 | SUPERSIZE - Megjelenés: 2024. március 1.           |                          |                    |

### Középlemezek
| Év   | Album                                      | Legmagasabb helyezés     | Minősítés |
| Év   | Album                                      | Album Top 40 slágerlista | Minősítés |
| ---- | ------------------------------------------ | ------------------------ | --------- |
| 2015 | Elnöki ügy - Megjelenés: 2015. március 12. | 6                        |           |

### Kislemezek
| Év   | Dal                                                                                          | Legmagasabb helyezés | Legmagasabb helyezés | Legmagasabb helyezés | Legmagasabb helyezés | Legmagasabb helyezés | Legmagasabb helyezés | Legmagasabb helyezés | Minősítések            | Album                  |
| Év   | Dal                                                                                          | Mahasz               | Mahasz               | Mahasz               | Mahasz               | Mahasz               | Mahasz               | Billboard            | Minősítések            | Album                  |
| Év   | Dal                                                                                          | Rádiós Top 40        | Editors' Choice      | Magyar Rádiós Top 40 | Dance Top 40         | Single Top 40        | Stream Top 40        | Hungary Songs        | Minősítések            | Album                  |
| ---- | -------------------------------------------------------------------------------------------- | -------------------- | -------------------- | -------------------- | -------------------- | -------------------- | -------------------- | -------------------- | ---------------------- | ---------------------- |
| 2014 | Rakpart                                                                                      | 4                    | 7                    | 16                   | 19                   | 1                    | 11                   | -                    |                        | Elnöki ügy             |
| 2014 | Apuveddmeg                                                                                   | 7                    | 8                    | 19                   | 2                    | 1                    | 7                    | -                    |                        | Elnöki ügy             |
| 2015 | Sokszor volt már így                                                                         | -                    | 31                   | -                    | -                    | 12                   | 33                   | -                    |                        | Elnöki ügy             |
| 2015 | Emlékszem, Sopronban (A Volt Fesztivál Himnusza) (Halott Pénzzel)                            | 1                    | 8                    | 13                   | 5                    | 1                    | 6                    | -                    |                        | #Sohavégetnemérős      |
| 2015 | Gyere és táncolj                                                                             | 1                    | 10                   | 20                   | 34                   | 10                   | -                    | -                    |                        | #Sohavégetnemérős      |
| 2015 | Késő már                                                                                     | 4                    | 11                   | 26                   | -                    | 3                    | 19                   | -                    |                        | #Sohavégetnemérős      |
| 2016 | A város szemei                                                                               | 3                    | 15                   | 17                   | -                    | 13                   | -                    | -                    |                        | #Sohavégetnemérős      |
| 2016 | Retúrjegy                                                                                    | -                    | -                    | -                    | -                    | 10                   | -                    | -                    |                        | #Sohavégetnemérős      |
| 2016 | Balatoni nyár (A Strand fesztivál Himnusza) (Pixa és a Stereo Palma dala, közr. a Wellhello) | 1                    | 21                   | -                    | -                    | 5                    | -                    | -                    |                        | #Sohavégetnemérős      |
| 2016 | Sohavégetnemérős                                                                             | 12                   | -                    | 6                    | -                    | 28                   | -                    | -                    |                        | #Sohavégetnemérős      |
| 2017 | Odaút                                                                                        | 2                    | 4                    | 1                    | -                    | 9                    | -                    | -                    |                        | Nem jelent meg albumon |
| 2017 | Senki nem véd meg                                                                            | -                    | -                    | -                    | -                    | 11                   | -                    | -                    |                        | Nem jelent meg albumon |
| 2017 | Régi szőke                                                                                   | -                    | -                    | 31                   | -                    | -                    | -                    | -                    |                        | Nem jelent meg albumon |
| 2017 | Zuhanj belém                                                                                 | 12                   | 27                   | 3                    | 26                   | -                    | -                    | -                    |                        | Nem jelent meg albumon |
| 2018 | Nem olyan lány                                                                               | 7                    | 12                   | 2                    | -                    | 7                    | -                    | -                    | 2×-es platinalemez     | Nem jelent meg albumon |
| 2018 | Az utolsó hibám                                                                              | -                    | -                    | 19                   | -                    | 35                   | -                    | -                    | Platinalemez           | Nem jelent meg albumon |
| 2019 | Barátom                                                                                      | 14                   | 15                   | 3                    | -                    | 8                    | -                    | -                    | 3×-os platinalemez     | Nem jelent meg albumon |
| 2019 | Őszinte                                                                                      | 13                   | -                    | 13                   | -                    | -                    | -                    | -                    | Aranylemez             | Nem jelent meg albumon |
| 2020 | Ölelni szavakkal                                                                             | 14                   | 25                   | 5                    | -                    | 15                   | -                    | -                    | Platinalemez           | Nem jelent meg albumon |
| 2020 | Bárhová                                                                                      | 28                   | 26                   | 6                    | -                    | -                    | -                    | -                    | Aranylemez             | Nem jelent meg albumon |
| 2020 | Erre már nem fogok emlékezni (közreműködik Eckü)                                             | -                    | -                    | 16                   | -                    | -                    | -                    | -                    |                        | Nem jelent meg albumon |
| 2021 | Zsúr                                                                                         | -                    | -                    | -                    | -                    | -                    | -                    | -                    |                        | SSSS!                  |
| 2021 | Szomorú séta (Lucával)                                                                       | 8                    | 16                   | 4                    | -                    | 12                   | -                    | -                    | 2×-es platinalemez     | SSSS!                  |
| 2021 | Hogy legyek jó (közreműködik Essemm)                                                         | -                    | -                    | -                    | -                    | -                    | -                    | -                    |                        | SSSS!                  |
| 2021 | Kismacska                                                                                    | -                    | -                    | -                    | -                    | -                    | -                    | -                    |                        | SSSS!                  |
| 2021 | Csoda, hogy még élünk (közreműködik Lil Frakk)                                               | -                    | -                    | 14                   | -                    | 12                   | -                    | -                    | 2×-es platinalemez     | SSSS!                  |
| 2021 | Nemszámítapénz                                                                               | -                    | -                    | -                    | -                    | -                    | -                    | -                    | Platinalemez           | SSSS!                  |
| 2021 | Mit mondanál a csendnek?                                                                     | -                    | -                    | -                    | -                    | 25                   | -                    | -                    |                        | SSSS!                  |
| 2021 | Jön velünk a jó                                                                              | -                    | -                    | 34                   | -                    | -                    | -                    | -                    |                        | SSSS!                  |
| 2022 | Pezsgőeső (a VALMAR-ral)                                                                     | -                    | -                    | 13                   | -                    | 25                   | 16                   | 4                    | Platinalemez           | SUPERSIZE              |
| 2022 | Crush (Nem számítottam rád) (Andróval)                                                       | 22                   | 12                   | 3                    | -                    | -                    | -                    | -                    |                        | SUPERSIZE              |
| 2022 | Holiday (közreműködik Lil Frakk)                                                             | -                    | -                    | -                    | -                    | 25                   | -                    | -                    |                        | SUPERSIZE              |
| 2023 | Ragadozók (AKC Misivel és AKC Krettával)                                                     | -                    | -                    | -                    | -                    | -                    | -                    | -                    |                        | SUPERSIZE              |
| 2023 | Részegen egy rolleren (közreműködik Papp Szabi)                                              | -                    | -                    | -                    | -                    | 35                   | -                    | -                    | Platinalemez           | SUPERSIZE              |
| 2023 | Disco Club (T. Danny-vel)                                                                    | -                    | 28                   | 11                   | -                    | 40                   | -                    | -                    |                        | SUPERSIZE              |
| 2023 | Crush 2 (Miller Dáviddal)                                                                    | -                    | -                    | 24                   | -                    | -                    |                      | -                    |                        | SUPERSIZE              |
| 2024 | Apró dolgok                                                                                  | -                    | -                    | 35                   | -                    | -                    | -                    |                      | Nem jelent meg albumon |                        |
| 2024 | 17                                                                                           | -                    | 15                   | 5                    | -                    | -                    | -                    |                      | Nem jelent meg albumon |                        |
| 2024 | Mesélj még róla (közreműködik a Hősök és Lil Frakk)                                          | -                    | -                    | 21                   | -                    | -                    | -                    |                      | Nem jelent meg albumon |                        |
| 2024 | Pályaudvar                                                                                   | -                    | -                    | -                    | -                    | -                    | -                    |                      | Nem jelent meg albumon |                        |
| 2025 | Éjféltájt                                                                                    | -                    | 20                   | 6                    | -                    | -                    | -                    |                      | Nem jelent meg albumon |                        |
| 2025 | Hyper summer                                                                                 | -                    | -                    | -                    | -                    | -                    | -                    |                      | Nem jelent meg albumon |                        |
| 2025 | Taxi (közreműködik Filo)                                                                     | -                    | -                    | -                    | -                    | -                    | -                    |                      | Nem jelent meg albumon |                        |
| 2025 | Fan fiction                                                                                  | -                    | -                    | -                    | -                    | -                    | -                    |                      | Nem jelent meg albumon |                        |

### Egyéb, slágerlistákon megjelenő dalok
| Év   | Dal                                                                | Legmagasabb helyezés  | Album            |
| Év   | Dal                                                                | Mahasz                | Album            |
| Év   | Dal                                                                | Single (track) Top 40 | Album            |
| ---- | ------------------------------------------------------------------ | --------------------- | ---------------- |
| 2015 | "Széthagyott ruhák"                                                | 25                    | Elnöki ügy       |
| 2015 | "Oldalzseb"                                                        | 21                    | Elnöki ügy       |
| 2016 | "Fiúk ölébe a lányok" (Tankcsapda dal a Wellhello feldolgozásában) | 25                    | Dolgozzátok fel! |

## Turnék
- Elnöki Tour (2015)

## Filmek
- #Sohavégetnemérős (2016)

## Díjak és jelölések

### MTV Europe Music Awards
| Év   | Jelölés   | Kategória             | Eredmény |
| ---- | --------- | --------------------- | -------- |
| 2018 | Wellhello | Legjobb magyar előadó | Jelölve  |
| 2021 | Wellhello | Legjobb magyar előadó | Jelölve  |